# Liste der Baudenkmäler in Ipsheim
Auf dieser Seite sind die Baudenkmäler in dem mittelfränkischen Markt Ipsheim zusammengestellt. Diese Tabelle ist eine Teilliste der Liste der Baudenkmäler in Bayern. Grundlage ist die Bayerische Denkmalliste, die auf Basis des Bayerischen Denkmalschutzgesetzes vom 1. Oktober 1973 erstmals erstellt wurde und seither durch das Bayerische Landesamt für Denkmalpflege geführt wird. Die folgenden Angaben ersetzen nicht die rechtsverbindliche Auskunft der Denkmalschutzbehörde.
 Diese Liste gibt den Fortschreibungsstand vom 12. Mai 2021 wieder und enthält 28 Baudenkmäler.
In dieser Kartenansicht sind Baudenkmäler ohne Koordinaten mit einem roten bzw. orangen Marker dargestellt und können in der Karte gesetzt werden. Baudenkmäler ohne Bild sind mit einem blauen bzw. roten Marker gekennzeichnet, Baudenkmäler mit Bild mit einem grünen bzw. orangen Marker.

## Baudenkmäler nach Gemeindeteilen

### Ipsheim
| Lage                                             | Objekt                                                      | Beschreibung | Akten-Nr.              | Bild                |
| ------------------------------------------------ | ----------------------------------------------------------- | --- | ---------------------- | ------------------- |
| Bahnhofstraße 5 (Standort)                       | Satteldachhaus                                              | Fachwerk, 17. Jahrhundert | D-5-75-135-1 Wikidata  | weitere Bilder      |
| Fischergasse 2 (Standort)                        | Beschlagplatz der ehemaligen Schmiede                       | Mit Walmdach, 18. Jahrhundert | D-5-75-135-2 Wikidata  | weitere Bilder      |
| Hauptstraße 20 (Standort)                        | Ehemaliger Freihof, später Gasthaus                         | Stattliches, giebelständiges, zweigeschossiges Wohnhaus mit Walmdach, im Kern 18. Jahrhundert, Umbau mit großem Tanzsaal im Obergeschoss, 1933                           | D-5-75-135-28 Wikidata | weitere Bilder      |
| Kindergartenweg 2 (Standort)                     | Evangelisch-lutherische Pfarrkirche St. Johannes der Täufer | Untergeschoss des Nordturmes mittelalterlich, Westturm um 1400, Langhaus und Chor 1692; mit Ausstattung                                                                  | D-5-75-135-3 Wikidata  | weitere Bilder      |
| Marktplatz 2 (Standort)                          | Ehemaliges Amtshaus, seit 1978 Rathaus                      | Stattlicher, zweigeschossiger Walmdachbau mit Fledermausgauben und Putzgliederung mit Gurtgesims und rustizierten Lisenen, um 1785                                       | D-5-75-135-5 Wikidata  | weitere Bilder      |
| Marktplatz 7 (Standort)                          | Portal eines Gasthauses                                     | Aufwendig gestaltetes, farbig gefasstes Spätrenaissanceportal, bezeichnet „1695“                                                                                         | D-5-75-135-6 Wikidata  | weitere Bilder      |
| Marktplatz 12 (Standort)                         | Ehemalige Zehntscheune, sogenannter Kastenbau               | Stattlicher, dreigeschossiger Walmdachbau mit Traufgesims und Ecklisenen, im Süden viergeschossiger Treppenturm mit Walmdach, um 1580                                    | D-5-75-135-7 Wikidata  | weitere Bilder      |
| Marktplatz 15 (Standort)                         | Bauernhof                                                   | Krüppelwalmdachhaus mit verputztem Fachwerkobergeschoss, 17./18. Jahrhundert; nicht nachqualifiziert                                                                     | D-5-75-135-8 Wikidata  | weitere Bilder      |
| Marktplatz 15 (Standort)                         | Sandsteintorpfosten                                         | Bezeichnet „1780“; nicht nachqualifiziert | D-5-75-135-8 Wikidata  | Sandsteintorpfosten |
| Nähe Marktplatz (Standort)                       | Ehemaliges Amtsknechts- und Nachtwächterhaus                | Kleiner, eingeschossiger Fachwerkbau mit Walmdach, 1788 | D-5-75-135-32 Wikidata | weitere Bilder      |
| Oberndorfer Straße 4 (Standort)                  | Satteldachhaus                                              | Eingeschossig, mit Fachwerkgiebel des 17. Jahrhunderts; nicht nachqualifiziert                                                                                           | D-5-75-135-9 Wikidata  | weitere Bilder      |
| Oberndorfer Straße 5 (Standort)                  | Pfarrhaus                                                   | Walmdachbau, mit Fensterschürzen, 18. Jahrhundert | D-5-75-135-10 Wikidata | weitere Bilder      |
| Oberndorfer Straße 11 (Standort)                 | Walmdachhaus                                                | Mit Lisenengliederung, 18. Jahrhundert; nicht nachqualifiziert | D-5-75-135-11 Wikidata | weitere Bilder      |
| Schulstraße 3 (Standort)                         | Walmdachhaus                                                | Fachwerk, um 1800; nicht nachqualifiziert | D-5-75-135-13 Wikidata | weitere Bilder      |
| Schulstraße 3 (Standort)                         | Torpfeiler                                                  | nicht nachqualifiziert | D-5-75-135-13 Wikidata | weitere Bilder      |
| Schulstraße 6, am westlichen Ortsrand (Standort) | Weiherhäuschen                                              | Pavillon, eingeschossiger, quadratischer Ziegelsteinbau mit Mansardzeltdach, Schleppgauben und Putzgliederung, bezeichnet „1733“, von quadratischem Wassergraben umgeben | D-5-75-135-14 Wikidata | weitere Bilder      |
| Schützenstraße 15 (Standort)                     | Ehemalige Mühle                                             | Walmdachbau, 1805; nicht nachqualifiziert | D-5-75-135-12 Wikidata | weitere Bilder      |
| Waldstraße 24 (Standort)                         | Evangelisch-lutherische Friedhofkirche                      | Saalbau, 1614, 1772 umgestaltet; mit Ausstattung | D-5-75-135-15 Wikidata | weitere Bilder      |
| Waldstraße 24, im Friedhof (Standort)            | Grabmäler                                                   | 18. und 19. Jahrhundert | D-5-75-135-15 Wikidata | weitere Bilder      |

### Eichelberg
| Lage                       | Objekt          | Beschreibung                                                                    | Akten-Nr.              | Bild |
| -------------------------- | --------------- | ------------------------------------------------------------------------------- | ---------------------- | ---- |
| Eichelberg 5 (Standort)    | Wohnstallhaus   | Mit Fachwerkobergeschoss und einseitiger Mansarde, erste Hälfte 19. Jahrhundert | D-5-75-135-16 Wikidata | BW   |
| Eichelberg 13 a (Standort) | Fachwerkscheune | Bezeichnet „1772“                                                               | D-5-75-135-17 Wikidata | BW   |

### Hoheneck
| Lage                              | Objekt        | Beschreibung | Akten-Nr.              | Bild           |
| --------------------------------- | ------------- | --- | ---------------------- | -------------- |
| Hoheneck 1 (Standort)             | Burg Hoheneck | Erstnennung 1132, seit 1984 Jugendbildungsstätte: um einen unregelmäßigen Hof gruppierte Flügelanlage, südlich und westlich langgestreckter, abgewinkelter Sandsteinquaderbau mit Satteldächern und Walmdach, dreigeschossig, nördlich zweigeschossige Wehrmauer mit Sandsteinquadererd- und Fachwerkobergeschoss, nordöstlich zweigeschossiger Sandsteinquaderbau mit Steilsatteldach, Schopf und Fachwerkgiebel, östlich Sandsteinquader-Wehrmauer mit Satteldach, bossiertem Portal und rechteckigem Eckturm mit Zeltdach, im Kern 13. Jh., Zerstörungen 1461 und 1553, Instandsetzung 1664, historisierender Ausbau 1920 und 1936 | D-5-75-135-18 Wikidata | weitere Bilder |
| Hoheneck 1, im Burghof (Standort) | Brunnenhaus   | Kleiner, turmartiger Sandsteinquaderbau mit Pyramidendach und oktogonalem, hölzernen Dachreiter mit Welscher Haube, 16. Jh. | D-5-75-135-18 Wikidata | weitere Bilder |

### Kaubenheim
| Lage                     | Objekt                                             | Beschreibung                                                                                     | Akten-Nr.              | Bild           |
| ------------------------ | -------------------------------------------------- | ------------------------------------------------------------------------------------------------ | ---------------------- | -------------- |
| Kaubenheim 16 (Standort) | Fachwerkwohnstallhaus                              | Eingeschossig, bezeichnet „1814“                                                                 | D-5-75-135-21 Wikidata | BW             |
| Kaubenheim 39 (Standort) | Evangelisch-lutherische Nebenkirche St. Laurentius | Kapelle im Kern spätmittelalterlich, als Gemeindehaus genutzt; mit Ausstattung                   | D-5-75-135-20 Wikidata | weitere Bilder |
| Kaubenheim 80 (Standort) | Evangelisch-lutherische Pfarrkirche St. Michael    | Chorturmkirche, Turm im Kern spätmittelalterlich, Langhaus 1696, 1862 verändert; mit Ausstattung | D-5-75-135-19 Wikidata | weitere Bilder |
| Kaubenheim 80 (Standort) | Kirchhofmauer                                      |                                                                                                  | D-5-75-135-19 Wikidata | weitere Bilder |

### Mailheim
| Lage                  | Objekt                   | Beschreibung                                                                                              | Akten-Nr.              | Bild                     |
| --------------------- | ------------------------ | --- | ---------------------- | ------------------------ |
| Mailheim 3 (Standort) | Bauernhof, Wohnstallhaus | Eingeschossiges Wohnstallhaus mit Halbwalm und einseitigem Dachausbau mit Walmdach, Mitte 18. Jahrhundert | D-5-75-135-22 Wikidata | Bauernhof, Wohnstallhaus |
| Mailheim 3 (Standort) | Bauernhof, Scheune       | mit Drittelwalm und Dachhecht, 18. Jahrhundert                                                            | D-5-75-135-22 Wikidata | weitere Bilder           |
| Mailheim 7 (Standort) | Bauernhaus               | 19. Jahrhundert, im Giebel Zierfachwerk des 17./18. Jahrhunderts                                          | D-5-75-135-23 Wikidata | BW                       |

### Oberndorf
| Lage                    | Objekt                                    | Beschreibung                                                  | Akten-Nr.              | Bild           |
| ----------------------- | ----------------------------------------- | ------------------------------------------------------------- | ---------------------- | -------------- |
| Oberndorf 46 (Standort) | Evangelisch-lutherische Kirche St. Kilian | Saalbau, 1761; mit Ausstattung                                | D-5-75-135-24 Wikidata | weitere Bilder |
| Oberndorf 46 (Standort) | Kirchhofmauer                             |                                                               | D-5-75-135-24 Wikidata | BW             |
| Oberndorf 48 (Standort) | Ehemaliges Wohnstallhaus                  | Schmaler, erdgeschossiger Fachwerkbau mit Satteldach, um 1700 | D-5-75-135-26 Wikidata | BW             |
| Oberndorf 69 (Standort) | Gasthaus                                  | Walmdachbau, 18. Jahrhundert                                  | D-5-75-135-25 Wikidata | BW             |

### Weimersheim
| Lage                     | Objekt                | Beschreibung                         | Akten-Nr.              | Bild |
| ------------------------ | --------------------- | ------------------------------------ | ---------------------- | ---- |
| Weimersheim 8 (Standort) | Fachwerkwohnstallhaus | Mit Walmdach, Anfang 19. Jahrhundert | D-5-75-135-27 Wikidata | BW   |

## Ehemalige Baudenkmäler
| Lage                                 | Objekt          | Beschreibung                            | Akten-Nr.             | Bild |
| ------------------------------------ | --------------- | --------------------------------------- | --------------------- | ---- |
| Ipsheim Markgrafenplatz 1 (Standort) | Wirtshausschild | 18. Jahrhundert; nicht nachqualifiziert | D-5-75-135-4 Wikidata | BW   |